# Трохименко Ярослав Карпович
Яросла́в Ка́рпович Трохи́менко — заслужений діяч науки України, лауреат Державної премії України в галузі науки і техніки. Почесний радист СРСР, заслужений професор КПІ, член експертної рад ВАК. Нагороджений двома радянськими орденами та 16 медалями.

## Життєпис
Є автором понад 350 наукових праць та монографій по теорії радіотехнічних ланцюгів та автоматизації інженерного проектування.
Головний редактор журналу «Известия высших учебных заведенный. Радиоэлектроника».
Знаходився біля витоків розробки новітніх методів розрахунків радіотехнічних ланцюгів. Під керівництвом Семена Тетельбаума брав участь у розробці першого в світі потужного генератора зворотніх хвиль безперервної дії сантиметрового діапазону хвиль.
Вперше в СРСР запропонував аналізувати лінійні ланцюги з транзисторами за допомогою матриці провідностей.
Монографія «Транзисторні радіоприймачі» витримала 5 видань українською, російською та болгарською мовами.
Запропонував методи аналізу, в яких операції над елементами матриць замінені операціями над їх індексами — як то номери рядків і стовпчиків — такий спосіб значно зменшував витрати машинного часу та дозволив виконувати аналіз із бажаною точністю.
Керував розробленням програмного забезпечення для програмованих мікрокалькуляторів та ЕОМ, що застосовувалися при інженерних розрахунках серії «МІР».
Підготував до друку російською та українською мовами рукопис монографії «Особливості аналізу лінійних електронних ланцюгів» — у ньому узагальнив результати праць особистих та колективних за останні десятиліття — по розробленні ефективних методик аналізу.
Протягом 1968—1969 років читав лекції в Гаванському університеті, 1974-1975-х — в Академії наук Куби, ВНЗ Болгарії, Польщі, Чехословаччини.
Багато років очолював київську організацію «Знання», був членом президії товариства. Очолював базову Асоціацію ЕОМ.
1957 року призначений замісником, від 1970-го — головний редактор видання «Известия высших учебных заведений. Радиоэлектроника». За його керівництва журнал затвердився на міжнародному рівні, почав видаватися його переклад англійською мовою «Radioelectronics and Communications Systems».
Серед робіт:
- «Інженерні розрахунки на мікрокалькуляторах», 1980,
- «Інженерні розрахунки на програмованих мікрокалькуляторах», 1985,
- «Радіотехнічні розрахунки на програмованих мікрокалькуляторах», 1988